# N,N'-二(氨乙基)-1,3-丙二胺
N,N'-二(氨乙基)-1,3-丙二胺是一种有机化合物，化学式为C7H20N4。它和乙二醛反应，可以得到八氢-1H,4H,7H-1,3a,6a,9-四氮杂非那烯；类似地，它和苯甲酰甲醛反应，可以得到八氢-9a-苯基-1H,4H,7H-1,3a,6a,9-四氮杂非那烯。

## 合成
N,N'-二(氨乙基)-1,3-丙二胺可由乙二胺和1,3-二溴丙烷在氢氧化钾存在下反应得到，产物为128~130 °C（0.4 kPa）的馏分。